# Edmund Ruppert
Edmund Ruppert (* 6. Oktober 1931 in Aachen) ist ein deutscher Kernphysiker. Er lebt in Bergisch Gladbach.

## Leben
Nach dem Abitur studierte Ruppert Physik an der RWTH Aachen. Nach seinem Abschluss als Diplom-Physiker 1961 trat er in das Unternehmen Interatom in Bensberg ein, die später von der Siemens AG übernommen wurde. In dieser Zeit promovierte er an der Technischen Universität Wien. Ruppert ist verheiratet und hat drei Kinder. Seit seinem Eintritt in den Ruhestand befasst er sich intensiv mit der Industriegeschichte des Bergischen Landes. Außerdem interessiert er sich für Vereins- und Sportgeschichte. In diesem Zusammenhang hat er im Rheinisch-Bergischen Kalender mehr als 50 Einzelartikel geschrieben. Sodann hat er Registerbände über alle Rheinisch-Bergischen Kalender seit 1950 und über die Schriftenreihe des Bergischen Geschichtsvereins Rhein-Berg e.V  „Heimat zwischen Sülz und Dhünn“ erstellt.

## Schriften
- Register Bergischer Kalender 1950–59, Rheinisch-Bergischer Kalender 1960–74, Autorenregister 1920–74, Schriftenreihe des Bergischen Geschichtsvereins Abt. Rhein-Berg e. V. (BGV) Band 34, Köln 2001, ISBN 3-932326-34-2
- Register Rheinisch-Bergischer Kalender 1975–90, Schriftenreihe des BGV Band 39, Köln 2003, ISBN 3-932326-39-3
- Register Rheinisch-Bergischer Kalender 1991–2005, Schriftenreihe des BGV Band 46, Köln 2006, ISBN 3-932326-46-6
- Register Heimat zwischen Sülz und Dhünn 1994–2008, Schriftenreihe des BGV Band 54, Bergisch Gladbach 2009, ISBN 3-932326-54-7